# Powierzchnia stawowa
Powierzchnia stawowa (łac. facies articularis) – wygładzony obszar kości biorący udział w utworzeniu określonego stawu. Powierzchnie stawowe mogą przyjmować różne kształty, zależnie od ruchu wykonywanego w danym stawie. Zazwyczaj powierzchnia jednej z kości uczestniczących w utworzeniu stawu jest wypukła – tzw. główka, gdy druga stanowi jej negatyw i jest wklęsła – nazywana panewką.
Powierzchnie najczęściej pokrywa cienka warstwa chrząstki szklistej (czasami włóknistej) zwana chrząstką stawową (cartilago articularis), która od kości oddzielona jest warstwą zwapniałą. Chrząstka stawowa ma zwykle grubość 0,5–2 mm, chociaż jej warstwa może dochodzić nawet do 6 mm grubości (np. powierzchnia wewnętrzna rzepki). Chrząstki stawowe panewek są zazwyczaj bardziej miękkie niż główek stawowych, dlatego istnieje możliwość lepszego dopasowania powierzchni stawowych. Chrząstka stawowa dzięki swej gładkości zmniejsza tarcie w czasie ruchu oraz dzięki sprężystości zmniejsza podatność na urazy. Z wiekiem traci ona swoją sprężystość i połysk, mogą powstawać w niej szczeliny, co w coraz większym stopniu odsłania zwapniałe warstwy podchrzęstne kości.